# 小泉荘 (山城国)
小泉荘（こいずみのしょう）は、山城国葛野郡（現在の京都府京都市右京区）にあった荘園。別名西院小泉荘（さいこいずみしょう）・小泉御厨（こいずみのみくりや）・西院御厨（さいのみくりや）。

## 歴史
かつての平安京右京六条四坊一帯にあった荒田畠1町を永保2年（1082年）に刀禰の要請を受けた僧侶・知増が開発したのが由来とされる。応保2年（1162年）に近衛基実の随身であった下毛野武安が購入し、後に近衛家領となって「随身名」と称された。康永3年/興国5年（1344年）の田地注文には1町余の田地と8石5升の年貢が記録されている。康応元年/元中6年（1389年）に大徳寺如意庵に寄進されている。延徳2年（1490年）まで存在が確認できる。